# Clémence Beikes
Clémence Beikes   (Grande-Synthe, 19 d'octubre de 1983) és una jugadora de bàsquet professional francesa. Ella juga en la selecció nacional de bàsquet femení de França. Ha competit als Jocs Olímpics de 2012. Ella mesura d'1,80 m d'altura.